# Roland Ries (Politiker)

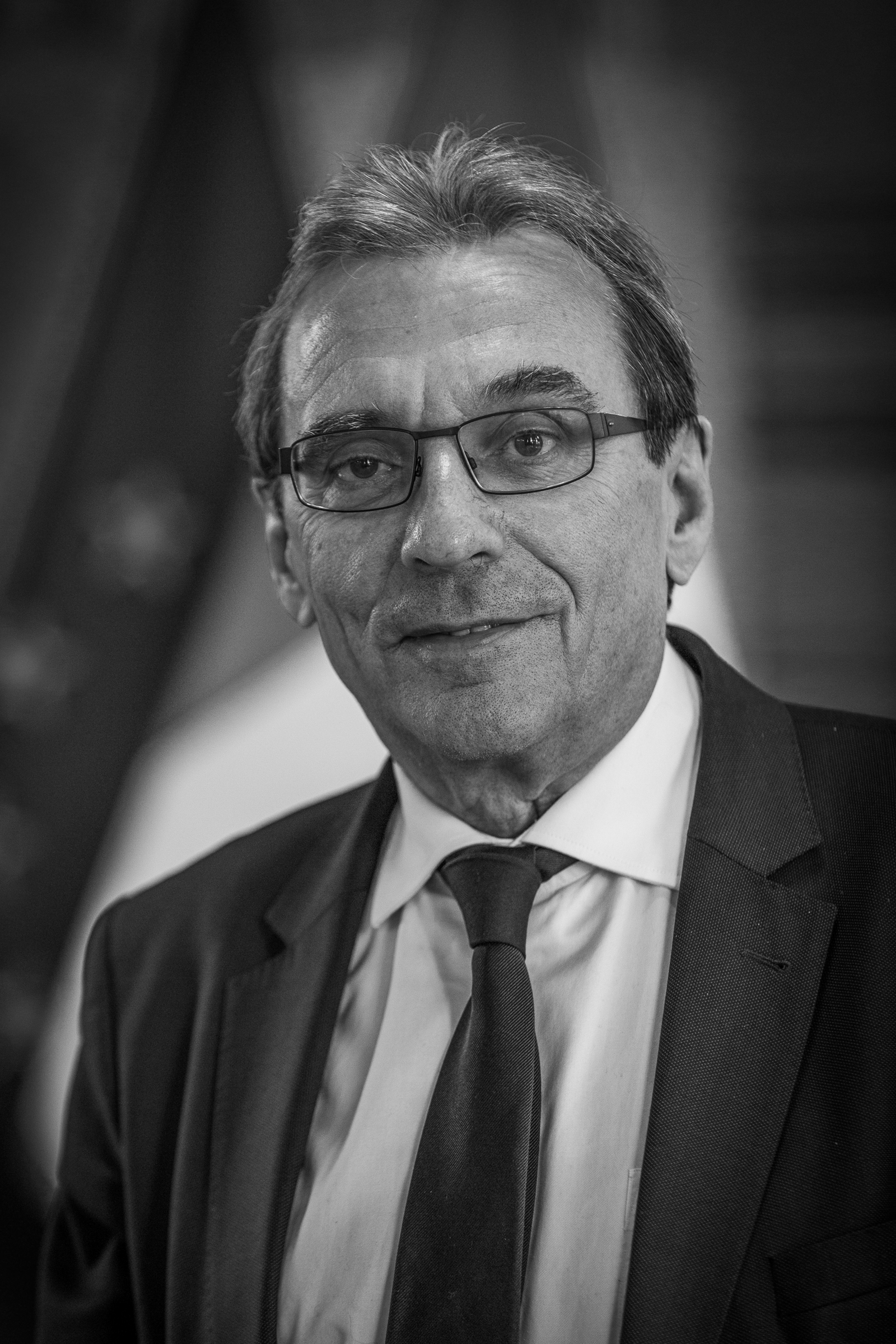
Roland Ries, 2016

Roland Ries (* 11. Januar 1945 in Niederlauterbach im Elsass) ist ein französischer Politiker (PS) und ehemaliger Bürgermeister von Straßburg.

## Leben
Roland Ries wurde Anfang 1945 in Niederlauterbach im nördlichen Elsass geboren. Er verbrachte seine Schulzeit in Straßburg, wo er auch ein Lehramtsstudium begann. 1968 erhielt er sein Diplom der Universität Straßburg und arbeitete anschließend mehrere Jahre lang als Lehrer.
1974 trat er der Sozialistischen Partei (französisch Parti socialiste, PS) bei und wurde 1983 in den Straßburger Stadtrat gewählt.
Von 1989 bis 1997 war er erster beigeordneter Bürgermeister und Vize-Präsident des Stadtverbandes Straßburg (dem politischen Zusammenschluss der Agglomeration Straßburg). In dieser Stellung leitete er auch den Bau der ersten beiden Linien der Straßenbahn Straßburg.
Von 1997 bis 2000 bekleidete er schließlich das Amt des Bürgermeisters von Straßburg und des Präsidenten des Stadtverbunds, nachdem Catherine Trautmann (PS), die damalige Amtsinhaberin, zur Kulturministerin Frankreichs ernannt worden war. Nach ihrer Rückkehr gab er sein Amt wieder an Catherine Trautmann ab, die jedoch bei den Kommunalwahlen im März 2001 gegen Fabienne Keller (UDF) unterlag. Ries gehörte anschließend von 2001 bis 2008 der Opposition im Stadtrat an.
In 2004 wurde Ries als Vertreter des Départements Bas-Rhin in den französischen Senat gewählt und gehörte diesem bis 2014 an.
Bei den Bürgermeisterwahlen Anfang 2008 trat Ries als Kandidat an und wurde am 16. März 2008 mit fast 60 % der abgegebenen Stimmen erneut zum Straßburger Bürgermeister gewählt. Den Posten als Präsident des Stadtverbunds überließ er Jacques Bigot (PS), dem Bürgermeister von Illkirch-Graffenstaden. Ries setzte sich während seiner Amtsantritt verstärkt für die europäische Ausrichtung Straßburgs und die weitere Entwicklung des Eurodistrikts Straßburg-Ortenau ein, als dessen erster Präsident er seit dem 5. Februar 2010 dient.
2020 wurde ihm der japanische mittlere Orden der Aufgehenden Sonne am Band verliehen.